# Гиндешты
Гинде́шты (также Гиндешть; рум. Ghindești) — город в Флорештском районе Молдавии.

## География
Расположен в 113 км к северо-западу от Кишинёва, и в 12 км от районного центра, на реке Реут.
Железнодорожная станция на линии Рыбница — Флорешты — Бельцы железных дорог Молдовы.

## История
С 1956 по 1992 город назывался Ленинский.
В советское время здесь существовал один из крупнейших сахарных заводов Молдавии (построен в 1956 году), для обеспечения функционирования которого и был построен городок.
На реке Реут близ Гиндешт находится ныне заброшенная плотина.

## Население
Население 1649 чел. (2014).

## Известные уроженцы
- Королюк, Всеволод Емельянович (1956—2023) — советский, российский и молдавский рок-музыкант и композитор.
- Крушеван, Павел Александрович (1860—1909) — русский и молдавский журналист, прозаик, публицист, черносотенец.